# Лабон, Анри
Анри Лабон (фр. Henry Labonne; 28 декабря 1853—1936) — французский натуралист.
Стал доктором медицины Парижского факультета за диссертацию: «Contrib. à l'étude des suites des fractures de la rotule etc.» (1884), 2 раза по поручению французского правительства предпринимал экспедиции в Исландию и на Фарерские острова (1886—1887), затем встал во главе общества научных изданий. Он опубликовал: «L’Islande et l’archipel des Faeroer» (П., 1877), статьи: «Les Germes pathogènes du sol» (в «Sciences biologiques», 1889) «Les Faeroer» (в «Tour du Monde», 1887) и др.